# Legitimação
Em sociologia, legitimação é a ação de conferir legitimidade a um ato, um processo ou uma ideologia, de modo que se torne aceitável para uma comunidade. O poder é habitualmente legitimado através da autoridade. Enquanto "legitimidade" pressupõe consenso mais ou menos generalizado, a legitimação refere-se ao modo de obtenção desse consenso entre os membros de uma coletividade. Um monarca absoluto, por exemplo, era legitimado com base no direito divino dos reis.
A doutrina maquiavélica, segundo a qual o poder não provém de Deus, nem da razão, nem de uma ordem natural hierárquica, levou os governantes a buscarem legitimação e justificação para o exercício do poder. O poder tornou-se laico desde Maquiavel e tornou-se necessário buscar uma nova justificativa para ele, cujo fundamento já não se encontrasse mais em Deus, na ordem da natureza ou na própria razão. 
Paralelamente às teorias do direito divino dos reis, surgiram teorias políticas não teocráticas, definidas como o contratualismo dos séculos XVII e XVIII, que se contrapõem ao fundamento natural da sociedade e do poder, sustentando que a sociedade é o resultado de um pacto ou contrato hipotético, fruto do acordo de vontades. Pelo contrato social, os indivíduos renunciam à liberdade natural e a posse de bens, riquezas e armas, tranferindo-as para um terceiro - o soberano -, investido como autoridade política. Norberto Bobbio observa que Hobbes, Locke e Rousseau baseiam o princípio da legitimação da sociedade política no consenso. Para Hobbes, poder e soberania pertencem ao Estado, constituído pelo corpo político, formado pela reunião ou "multidão" de homens. Para Rousseau, os indivíduos, pelo pacto social, criam a vontade geral, como corpo político. O soberano é, pois, o povo. O governante é apenas o representante da soberania popular.
Da natureza da legitimação derivam os tipos de obediência, bem como o caráter e os efeitos do seu exercício. Max Weber distingue "as classes de dominação segundo suas pretensões típicas à legitimidade, " e define os tipos puros de dominação legítima (legal-racional, tradicional e carismática) que influenciam todas as esferas da ação social.
Habermas entende legitimação como decorrente da percepção, por parte dos cidadãos, de que as instituições dentro das quais eles vivem são justas, benevolentes e existem no melhor interesse deles, merecedo o seu apoio, sua lealdade e adesão. Crise de legitimação é uma condição em que uma ordem política ou um governo não é capaz de obter adesão nem de investir-se de autoridade suficiente para governar. Os altos índices de abstenção eleitoral em muitas sociedades democráticas ocidentais, por exemplo, podem ser considerados como um indicador de uma crise de legitimação. 